# NGC 451

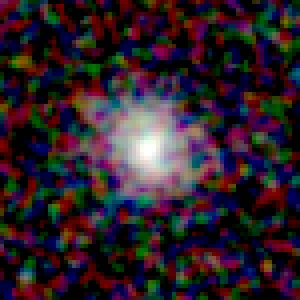
Ảnh chụp bởi 2MASS

NGC 451 là một thiên hà xoắn ốc nằm trong chòm sao Song Ngư. Nó được phát hiện vào năm 1881 bởi Édouard Stephan.